# Oosporidium margaritiferum
Oosporidium margaritiferum är en svampart som beskrevs av Stautz 1931. Oosporidium margaritiferum ingår i släktet Oosporidium, klassen Saccharomycetes, divisionen sporsäcksvampar och riket svampar.   Inga underarter finns listade i Catalogue of Life.